# Herona andamana
Herona andamana är en fjärilsart som beskrevs av Moore 1877. Herona andamana ingår i släktet Herona och familjen praktfjärilar. Inga underarter finns listade i Catalogue of Life.